# 香港新聞行政人員協會
香港新聞行政人員協會（英語：Hong Kong News Executives' Association），成立於1986年，由香港各大傳媒機構的行政人員組成，現有會員100多人，現任主席是譚衛兒。定期舉辦海峽兩岸暨港澳新聞研討會，與台灣、澳門及內地的華文傳媒探討數碼化下的行業發展趨勢。曾與其他行業組織舉辦國情活動。

## 爭議
2016年9月，香港記者於廣東烏坎村採訪時，受到公安暴力對待。香港新聞行政人員協會強調，採訪是記者天職，當地人員無論如何都不能粗暴對待履行職務的記者，對於以暴力行為處理事件的人員，予以強烈譴責。
2018年，Now新聞台攝影記者徐駿銘在北京進行採訪時被公安襲擊及拘捕，新聞行政人員協會強調，記者當時正進行正常的採訪工作，不應受到粗暴對待，要求中央及北京政府徹查。協會對任何阻撓記者採訪的暴力行為予以強烈譴責，並要求特區政府，國務院港澳辦及新聞辦關注事件，確保香港記者在內地採訪時的人身安全。
反修例風波期間，新聞行政人員協會部份執委，聯同幾名傳媒機構代表曾與警方代表會面。會上，他們就近期前線記者在衝突現場的採訪工作中被示威者襲擊情況有愈趨惡化跡象，並列出多宗實例，包括記者採訪時被示威者無理阻撓，推撞，強光燈照射，及粗言穢語對付等。執委提出各機構己多番向記者強調工作安全為上，並要留意及配合警方行動。希望警方亦加強向前線警員告誡，尊重記者採訪，並盡量提供方便。
風波至今，新聞行政人員協員多次發表聲明譴責襲擊行為，包括：6月無綫電視新聞部記者在律政中心外採訪示威時，被示威者妨礙其正常採訪工作、7月有無綫電視記者在沙田新城市廣場採訪遊行時被示威者襲擊、強烈譴責在元朗，有記者被暴徒襲擊受傷的事件，並呼籲警方嚴正追究，保障記者採訪安全以及8月環球時報記者付國豪在香港國際機場被示威者包圍等。此外該會亦關注「有報社員工個人資料被起底」以及無綫電視攝影鏡頭被塗黑。10月，香港新聞行政人員協會發表聲明，關注Now新聞台一名車長昨晚在旺角受傷後，被帶回警署扣留，並指受暴力對待事件，促請當局徹底調查。香港新聞行政人員協會對事件深感遺憾，同時強烈譴責任何暴力。受傷車長被制服時已表明身份，亦有Now 新聞台記者協助証實身份，事件應可從速處理並將傷者送院治理。香港新聞行政人員協會促請警方盡快檢討在衝突現場，涉及新聞從業員的處理手法，確保新聞工作者的人身安全，當局同時要保証類似事件不再發生，保障新聞工作者合法及合理採訪權益。
2022年七一回歸前（6月29日），新聞行政人員協會發聲明表示，一連兩日獲悉多間傳媒機構，包括主要電視台、報章等，被政府新聞處以保安理由和涉及防疫要求，要求臨時改調已報名採訪回歸慶典的記者，協會認為當局今次的傳媒採訪安排極之混亂和極之不便，對此深感遺憾。 

## 執委會成員
| 年度   | 主席                  | 副主席                  | 司庫                    | 秘書                | 董事會成員 |
| ------ | --------------------- | ----------------------- | ----------------------- | ------------------- | --- |
| 2020年 | 張秀雲 （商業電台）   | 譚衛兒 （南華早報）     | 黃慧日 （香港經濟日報） | 劉頌陽 （明報）     | 張許（明報）、黃金鳳（香港電台）、潘江鯤（大公報）、潘志謙（商業電台）、葉紹堅（香港經濟日報）、李偉亮（無綫新聞）、黃綺湘（南華早報）           |
| 2019年 | 黃永亨 （商業電台）   | 譚衛兒 （南華早報）     | 黃慧日 （香港經濟日報） | 張許 （明報）       | 劉頌陽（明報）、陳鐵彪（無綫新聞）、黃金鳳（香港電台）、潘江鯤（大公報）、潘志謙（商業電台）、張秀雲（商業電台）、葉紹堅（香港經濟日報）         |
| 2018年 | 黃永亨 （商業電台）   | 譚衛兒 （南華早報）     | 陳早標 （香港經濟日報） | 張許 （明報）       | 陳潤芝（有線新聞）、陳鐵彪（無綫新聞）、黃金鳳（香港電台）、潘江鯤（大公報）、潘志謙（商業電台）、張秀雲（商業電台）、葉紹堅（香港經濟日報）     |
| 2017年 | 陳淑薇 （商業電台）   | 黃慧日 （香港經濟日報） | 陳早標 （香港經濟日報） | 黃永亨 （商業電台） | 陳潤芝（有線新聞）、譚衛兒（南華早報）、陳鐵彪（無綫新聞）、潘江鯤（大公報）、張許（明報）、黃金鳳（香港電台）                                   |
| 2016年 | 何翠萍 （商業電台）   | 羅燦 （香港數碼廣播）   | 黃慧日 （香港經濟日報） | 陳淑薇 （商業電台） | 陳早標（香港經濟日報）、李啟文（大公報）、馬文敬（香港電台）、劉進圖（世華網絡資源）、張家偉（南華早報）、張克超（無綫新聞）、陳潤芝（有線新聞） |
| 2015年 | 羅燦 （香港數碼廣播） | 何翠萍 （商業電台）     | 黃慧日 （香港經濟日報） | 陳淑薇 （商業電台） | 陳早標（香港經濟日報）、李啟文（大公報）、馬文敬（香港電台）、劉進圖（世華網絡資源）、張家偉（南華早報）、張克超（無綫新聞）、陳潤芝（有線新聞） |

歷年完整執委會名單 （页面存档备份，存于）

## 外部連結
- 香港新聞行政人員協會網頁